# John Vorster
Pour les articles homonymes, voir Vorster.
 (novembre 2023).
La mise en forme du texte ne suit pas les recommandations de Wikipédia : il faut le « wikifier ».
Les points d'amélioration suivants sont les cas les plus fréquents. Le détail des points à revoir est peut-être précisé sur la page de discussion.
- Les titres sont pré-formatés par le logiciel. Ils ne sont ni en capitales, ni en gras.
- Le texte ne doit pas être écrit en capitales (les noms de famille non plus), ni en gras, ni en italique, ni en « petit »…
- Le gras n'est utilisé que pour surligner le titre de l'article dans l'introduction, une seule fois.
- L'italique est rarement utilisé : mots en langue étrangère, titres d'œuvres, noms de bateaux, etc.
- Les citations ne sont pas en italique mais en corps de texte normal. Elles sont entourées par des guillemets français : « et ».
- Les listes à puces sont à éviter, des paragraphes rédigés étant largement préférés. Les tableaux sont à réserver à la présentation de données structurées (résultats, etc.).
- Les appels de note de bas de page (petits chiffres en exposant, introduits par l'outil «  Source ») sont à placer entre la fin de phrase et le point final[comme ça].
- Les liens internes (vers d'autres articles de Wikipédia) sont à choisir avec parcimonie. Créez des liens vers des articles approfondissant le sujet. Les termes génériques sans rapport avec le sujet sont à éviter, ainsi que les répétitions de liens vers un même terme.
- Les liens externes sont à placer uniquement dans une section « Liens externes », à la fin de l'article. Ces liens sont à choisir avec parcimonie suivant les règles définies. Si un lien sert de source à l'article, son insertion dans le texte est à faire par les notes de bas de page.
- La présentation des références doit suivre les conventions bibliographiques. Il est recommandé d'utiliser les modèles {{Ouvrage}}, {{Chapitre}}, {{Article}}, {{Lien web}} et/ou {{Bibliographie}}. Le mode d'édition visuel peut mettre en forme automatiquement les références.
- Insérer une infobox (cadre d'informations à droite) n'est pas obligatoire pour parachever la mise en page.

Pour une aide détaillée, merci de consulter Aide:Wikification.
Si vous pensez que ces points ont été résolus, vous pouvez retirer ce bandeau et améliorer la mise en forme d'un autre article.
Balthazar Johannes (John) Vorster, né le 13 décembre 1915 à Jamestown dans la province du Cap et mort le 10 septembre 1983 au Cap, est un homme d'État sud-africain, Premier ministre de 1966 à 1978, et président de l'État de 1978 à 1979.
Membre du Parti national et membre de la chambre de l'assemblée (1953-1978), il est également ministre de la Justice de 1961 à 1966 dans le gouvernement Verwoerd et chef du Parti national de 1966 à 1978.
Son mandat comme Premier ministre d'Afrique du Sud est marqué par ses réformes intérieures concernant l'apartheid, avec une modification de la politique sportive du gouvernement sud-africain, Sous le mandat de John Vorster, un certain nombre de restaurants et d'hôtels de première classe sont ouverts aux Noirs, tout comme un certain nombre de bibliothèques, de théâtres et de musées. Les Noirs et les Blancs sont autorisés à s'affronter ou à jouer dans des équipes mixtes, pour la plupart au niveau national. Ces ouvertures furent néanmoins limitées et occultées par les émeutes de Soweto de 1976.
En politique étrangère, il mène une politique de détente auprès de plusieurs chefs d'État africains et une médiation dans le conflit en Rhodésie. Au Sud-Ouest africain (future Namibie), il infléchit la politique sud-africaine d'apartheid, et percevant les divisions au sein même des mouvements d'opposition, s'engage dans la voie de l'autodétermination du territoire (conférence de la Turnhalle), pour notamment contrer la SWAPO, désignée le 12 septembre 1973, par l'Assemblée générale des Nations unies, comme représentant unique et authentique du peuple namibien. Néanmoins, cette politique d'ouverture intensive et pragmatique est aussi occultée par l'intervention militaire sud-africaine en Angola à partir de la fin de l'année 1975.
À l'apogée de sa carrière politique, John Vorster est l'homme politique le plus puissant que l'Afrique du Sud ait jamais connu de toute son histoire et le plus populaire des Afrikaners au sein de la communauté blanche. À la fin de son mandat, John Vorster laisse toutefois son pays singulièrement isolé sur la scène internationale et les Afrikaners en proie à une plus grande inquiétude existentielle.

## Origines, études et militantisme
La famille Vorster serait originaire de Berne en Suisse. Jan Vorster, marin à bord du Velserhoofdt, serait arrivé au Cap le 13 mai 1717. Il reste dans la colonie néerlandaise en tant que maçon et a trois enfants avec Élisabeth Lubbe (1702-1770), née à Stellenbosch, et qu'il a épousée en 1721.
Quinzième et dernier enfant de Willem Carel Vorster (1869-1935), riche éleveur de moutons, et de son épouse Elizabeth Wagenaar (1875-1950), John Vorster, arrière-arrière-arrière-arrière petit-fils de Jan Vorster, est né le 13 décembre 1915 à Uitenhage dans la province du Cap en Afrique du Sud. Très dévots, ses parents sont aussi des nationalistes afrikaners. Enfant, ses lectures favorites sont centrées sur la guerre des Boers et sur les injustices que ressentent alors les Afrikaners. L'un de ses livres favoris traite notamment des Boers exécutés par les Anglais.
Après avoir fréquenté l'école à Uitenhage, John Vorster est entré comme étudiant en droit à l'université de Stellenbosch, qui est réputée pour être le berceau du nationalisme afrikaner. L'influence de l'université sur le développement de la culture afrikaans est profonde. Vorster lui-même est très impliqué dans la vie politique étudiante et devient président de la société de débat, vice-président du conseil étudiant et chef du parti national de la jeunesse.
En 1938, il est diplômé et devient assistant du juge-président de la cour suprême sud-africaine de la division provinciale du Cap. Il ne reste pas à ce poste longtemps et ouvre son premier cabinet d'avocats à Port Elizabeth puis un second à Brakpan dans le Witwatersrand.
À partir de 1939, Vorster gagne une notoriété en s'opposant fermement à l'intervention de l'Afrique du Sud aux côtés des alliés et de leur ancien ennemi, l'Angleterre, durant la Seconde Guerre mondiale. Davantage par ressentiment anti-anglais qui a ses racines dans la guerre des Boers, que par des convictions pro-nazies, les nationalistes afrikaners espèrent une victoire allemande pour se débarrasser de la tutelle britannique. Vorster, quant à lui, adhère à une organisation afrikaner, anti-britannique et pro-nazie, l'Ossewa Brandwag (la sentinelle des chars à bœufs), fondée en 1938 à l'occasion du centenaire du Grand Trek. Sous la direction de Johannes Van Rensburg, la sentinelle des chars à bœufs mène de nombreux actes de sabotages contre l'Afrique du Sud afin de limiter son effort de guerre. Si Vorster a affirmé n'avoir jamais participé à des actes de guerre attribué au groupe, il gravit rapidement les échelons de l'Ossewa Brandwag et en devient général de son aile paramilitaire. Son engagement auprès de ce groupe l'amène à être arrêté et détenu à Koffiefontein en 1942. Il n'est libéré de ce camp de détention qu'en 1944.

## Son accession vers le pouvoir
Une fois la guerre terminée, vivant dorénavant avec son épouse, Martini Steyn Malan Vorster à Brakpan dans le Transvaal, John Vorster rejoint le Parti afrikaner et se présente en tant que candidat indépendant aux élections générales de 1948. Il est battu de deux voix par le candidat du parti uni, Alfred Trollip. Cinq ans plus tard, en 1953, il est néanmoins élu dans la circonscription voisine de Nigel et est parallèlement admis au barreau de Johannesburg. En 1958, John Vorster entre dans le gouvernement d'Hendrik Verwoerd, en tant que vice-ministre de l'éducation, des arts et des sciences (1958-1961) et vice-ministre des pensions et de la sécurité sociale (1958-1961).
Chef de file de l'aile droite du parti national. Il devient une figure importante de la politique sud-africaine quand il est nommé ministre de l'Éducation, des Arts et des Sciences (1961) et surtout ministre de la Justice (1961-1966). À ce poste, il est un strict exécutant de la politique d'apartheid. Il fait son possible pour que Nelson Mandela soit condamné à mort lors du procès de Rivonia (1964). Vorster devait gagner le surnom de "Jackboot John", pour l'introduction du Sabotage Act de 1962, et les politiques de détentions de dissidents sans procès et le bannissement, une forme d'assignation à résidence.
Une semaine après l'assassinat de Verwoerd en plein parlement par un militant communiste du nom de Dimitri Tsafendas, un métis d'origine grecque et mozambicaine, John Vorster, alors présenté comme plus extrémiste devient le chef du Parti national et Premier ministre d'Afrique du Sud après l'avoir emporté contre le ministre des transports, Ben Schoeman, considéré comme plus modéré, et président du parti national dans le Transvaal.

## Vorster Premier ministre (1966-1978)

### Pragmatique dans l'application de l'apartheid
Beaucoup plus détendu que son prédécesseur, John Vorster autorise à se laisser photographier en train de jouer au golf en short. Il accueille également des journalistes de l'opposition dans son propre cabinet pour des réunions d'information régulières et se permet de saluer ses visiteurs étrangers d'un surprenant bienvenue dans l'État de police le plus heureux dans le monde. Cette nouvelle perspective dans le leadership du pays est qualifiée par les Sud-Africains blancs de gentillesse raisonnable. Ainsi, alors qu'elle a déclaré que Hendrik Verwoerd avait quelque chose de presque diabolique, Helen Suzman, unique députée du parti progressiste au parlement sud-africain de 1961 à 1974, considère que Vorster a de la chair et du sang.
En 1968, Vorster, propose de faire modifier le drapeau sud-africain pour avoir un emblème national exempt de référence aux patries d'origines des populations blanches, à savoir la Grande-Bretagne, le Transvaal et l'État libre d'Orange. Ce faisant, il répond à une demande de radicaux afrikaners visant à faire disparaitre l'Union Jack, symbole pour eux de l'impérialisme britannique. Finalement, la proposition est retirée, Vorster estimant que les débats dériveraient inévitablement en chicaneries politiciennes. Vorster est perçu en outre comme un libéral par les mouvements d’extrême droite afrikaner (le Parti national reconstitué, fondé en 1969 et le Mouvement de résistance afrikaner) fondé en 1973.
Au racisme explicite de Johannes Strijdom et à celui implicite d'Hendrik Verwoerd a succédé un homme qui est le premier chef de gouvernement nationaliste à affirmer sans ambiguïté qu'il n'y a pas de races supérieures ou inférieures en Afrique du Sud (bien que pour lui les Noirs étaient différents. Et ils n'étaient pas des sud-africains). S'ils défiaient le statu quo, Vorster riposterait avec des méthodes impitoyables. Il autorisa la venue de sportifs et diplomates noirs en Afrique du Sud (ceux du Malawi) et a permis (un peu à contrecœur) la constitution de la première équipe sportive sud-africaine multiraciale. Durant les années 1970, il a assumé un contrôle presque complet sur le mouvement nationaliste afrikaner. C'est également sous le gouvernement Vorster que fut abandonné le concept du Baasskap au profit de la lutte contre le communisme.
Sous John Vorster, un certain nombre de restaurants et d'hôtels de première classe sont ouverts aux Noirs, tout comme un certain nombre de bibliothèques, de théâtres et de musées. Les Noirs et les Blancs sont autorisés à s'affronter ou à jouer dans des équipes mixtes, pour la plupart au niveau national. Ces assouplissements sont marqués par la déségrégation des parcs à Johannesburg, du théâtre Nico Malan au Cap et des hôtels cinq étoiles dans toute l'Afrique du Sud en 1974 et en 1978 par l'ouverture des premières boites de nuit multiraciales à Johannesburg. L'expérience ne dure qu'une année.
Dans le même temps, le processus de ségrégation est renforcé sous Vorster avec huit lois d'apartheid votées entre 1967 et 1977, (le Terrorism Act en 1967, le Separate Representation of Voters Amendment Act, et le Prohibition of Political Interference Act, en 1968, le Bantu Homelands Citizenship Act, en 1970, le Bantu Homelands Constitution Act, en 1971, le Aliens Control Act, en 1973, la loi sur l’interdiction aux noirs à l’accès à la formation professionnelle en 1976, et le Indemnity Act, en 1977). Le 25 octobre 1976 dans le cadre de la politique d'Apartheid, le gouvernement Vorster accorde l'Indépendance au bantoustan du Transkei, le 5 décembre 1977, c'est le bantoustan du Bophuthatswana qui est déclaré indépendant.

#### Un changement de politique sportive du gouvernement sud-africain
John Vorster annonce en avril 1967 une modification de la politique sportive du gouvernement sud-africain, il annonce que les équipes sportives étrangères comprenant à la fois des joueurs blancs et des joueurs de couleur sont désormais les bienvenues en Afrique du Sud, à la condition qu'elles n'aient pas de visées politiques. La même année, son gouvernement modifie la législation d'apartheid interdisant des équipes sportives multiraciales pour permettre à l'Afrique du Sud de participer aux Jeux olympiques d'été de 1968 à Mexico. Toutefois, l'équipe olympique sud-africaine sélectionnée pour ces jeux olympiques ne peut y participer en raison des protestations de nombreux pays africains. Ce sera également le cas pour la Rhodésie quelques jours avant l'ouverture des Jeux olympiques d'été de 1972 à Munich.
Pourtant, en 1968, Vorster refuse la présence de Basil D'Oliveira, joueur métis de cricket anglais d'origine sud-africaine dans l'équipe d'Angleterre de cricket venue faire une tournée en Afrique du Sud cette même année : refusant tout d'abord qu'une équipe comprenant D'Oliveira puisse entrer sur le territoire sud-africain, Vorster se sert des réactions anti-apartheid que la non-sélection de D'Oliveira a déclenchées. Il oppose donc au Marylebone Cricket Club un refus qui obligera le club (organisateur de la tournée) à la faire annuler.
En revanche, il autorise la présence de joueurs et spectateurs Maoris lors de la tournée de l'équipe de rugby de Nouvelle-Zélande en Afrique du Sud en juillet-août et septembre 1970, une décision qui provoque une crise au sein même du parti quand ses membres les plus extrémistes, emmenés par Albert Hertzog (connu pour ses discours anglophobes) Jaap Marais, Louis Stofberg et Willie Marais, font scission pour fonder le 24 octobre 1969 le Herstigte Nasionale Party (HNP).
Ce schisme renforce la popularité de Vorster au sein de la communauté blanche, y compris chez les progressistes anglophones, pourtant opposés à la politique d'apartheid. Après s'être montré intraitable au début des années 1960 avec les nationalistes noirs anti-apartheid en concoctant les lois les plus répressives du régime, il se montre tout autant intraitable avec les héritiers spirituels de Verwoerd, n'hésitant pas à aller jusqu'à risquer le schisme politique afin de préserver, selon sa vision, l'unité et la source du pouvoir afrikaner. Dans les années 1970, son ministre des Sports, Piet Koornhof annonce la mise en place d'équipes sportives zoulous, xhosas, indiennes et métisses. En 1974, ce dernier propose de relâcher la discrimination raciale et de permettre les événements sportifs entre blancs et non-blancs. La même année, une rencontre amicale entre une sélection blanche et une sélection non-blanche a lieu dans le Rand Stadium et se solde par la victoire 2-0 de la sélection blanche.
En juin 1975, lors de la tournée de l'Équipe de France de rugby à XV, Danie Craven, le président de la fédération sud-africaine de rugby à XV organise trois rencontres contre des sélections noires, métisses, et multiraciale, condition « sine qua non » exigée par Albert Ferrasse, grand ami de Craven à la visite des Français. Le 4 octobre 1975, à Windhoek, capitale du Sud-Ouest Africain, un match de football historique oppose pour la première fois une équipe composée de joueurs Blancs à une équipe composée de joueurs noirs, le capitaine du Black Eleven Albert Hoonjo Tjihero s'en va serrer la main de son homologue blanc du White Eleven, l'attaquant vétéran Hasso Ahrens, Tjihero n'attend que six minutes de jeu pour ouvrir le score, alors que les siens, dominateurs, mènent par 3-1 à la pause. Mais l'arbitre, un certain Wolgang Egerer, ne semble pas trop fan du scénario du match et accorde un coup franc indirect très généreux dans la surface de réparation au White Eleven, qui réduit le score dans la foulée. Puis l'homme en noir siffle un penalty encore plus douteux en fin de match, qui permet à la rencontre d'accoucher d'un 3-3 très diplomatique.
En 1976, le gouvernement sud-africain consent à ce qu'une des premières équipes mixtes sud-africaines affronte l'équipe d'Argentine en match amical, le match a lieu le 17 mars, à cette occasion Jomo Sono, joueur des Orlando Pirates Football Club, marque 4 buts et permet à l'Afrique du Sud de s'imposer 5-0. Cette même année, lors des 4 matchs de la controversée tournée en Afrique du Sud de l'équipe de rugby de Nouvelle-Zélande, ces derniers purent effectuer leur traditionnelle danse de guerre maori, le haka. En novembre 1976, il a été annoncé que des épreuves mixtes seraient désormais organisées pour toutes les équipes sportives sud-africaines et que ces dernières seraient désormais sélectionnées au mérite. En janvier 1978, Matthews Batswadi devient le premier athlète noir à représenter l'Afrique du Sud.

#### Mandataire de la commission Theron sur les réformes constitutionnelles
En 1973, John Vorster Mandate une commission dirigée par Erika Theron, chargée de diriger la commission d'enquête sur la situation des gens de couleurs. Composée de 18 membres (7 conservateurs, 5 libéraux et 6 représentants de la communauté coloured), la commission rend un rapport 3 ans plus tard (publié le 18 juin 1976) en porte-à-faux envers les attentes du gouvernement Vorster. Le rapport constate notamment l'échec du conseil représentatif des populations couloureds et préconise la représentation directe des populations coloureds aux divers niveaux du gouvernement et des organes de décisions (intégration raciale). Il recommande également que les associations professionnelles et scientifiques soient libres de s'intégrer racialement entre blancs et coloureds.
Finalement, en avril 1977, le gouvernement Vorster approuve toutes les recommandations du rapport, notamment celle sur l'intégration des associations professionnelles, à l'exception du point sur l'intégration raciale des populations coloureds au niveau des autorités publiques locales et nationales. Dans une déclaration publique, Theron et de ses collègues de la commission regrettent la position du gouvernement. Au parlement, elle est vivement mise en cause par Vorster. Les conclusions de la commission Theron serviront de base à la création d'un parlement tricaméral, qui sera instauré en 1984 sous le gouvernement de Pieter Botha, successeur de Vorster, avec trois chambres séparées une pour les blancs, une pour les métis et une pour les indiens.

#### Inflexion de l'apartheid au Sud-Ouest africain (future Namibie)
Le mandat de Vorster comme Premier ministre de l'Afrique du Sud est aussi marqué par la guerre de la frontière sud-africaine qui eut lieu de 1966 à 1988. À la différence de son prédécesseur Hendrik Verwoerd qui a fait interdire l'ANC en Afrique du Sud après le massacre de Sharpeville le 21 mars 1960, John Vorster n'a jamais fait interdire la SWAPO, mouvement anti-apartheid luttant contre l'occupation sud-africaine du Sud-Ouest africain/Namibie. En 1967, son gouvernement annonce qu'il accorde une autonomie limitée à l'Ovamboland, une zone tribale, fief de l'organisation. En 1970, le chef du Parti national du Sud-Ouest africain, Abraham du Plessis propose au gouvernement sud-africain que le Sud-Ouest africain soit inclus en tant que cinquième province de l'Afrique du Sud mais le gouvernement sud-africain, craignant les protestations internationales rejette la demande de Du Plessis. Les années 1970 sont marquées par une forte évolution de la politique interne. À la suite de la grève de milliers d'ouvriers Ovambos entre décembre 1971 et juin 1972, le gouvernement Vorster entreprend des réformes et abroge la loi de 1920 dite « maître et serviteurs ». Les contacts sont renoués entre le l'ONU et le gouvernement sud-africain.
À la suite de la désignation par l'Assemblée générale des Nations unies de la SWAPO comme représentant unique et authentique du peuple namibien le 12 septembre 1972, et percevant les divisions au sein même des mouvements d'opposition du Sud-Ouest africain, Vorster abandonne les objectifs du rapport Odendaal, un rapport de 1964, mis en place en 1968 qui prévoyait la constitution de dix bantoustans sur le territoire namibien, dont six ayant vocation à devenir autonomes, représentant ainsi plus des deux tiers de la population namibienne et décide dans le cadre de sa politique de détente avec les pays africains de s'engager dans la voie de l'autodétermination du territoire « y compris celle de l'indépendance ». Il va ainsi faire du Sud-Ouest africain, future Namibie, un terrain de négociations politiques dont il réutilisera les résultats pour la Rhodésie dirigée par Ian Smith (des résultats qui servirent de modèle pour l'Afrique du Sud elle-même dans les années 1990).
Les 16 et 17 août 1973, John Vorster organise une conférence du Conseil consultatif du Sud-Ouest Africain qui a lieu dans un hôtel multiracial de Johannesburg en Afrique du Sud. A l'issue de la réunion, John Vorster déclare que les pourparlers ont été "constructifs et fructueux" et menés dans "un très bon esprit". Il déclare que les délégués se sont concentrés sur le développement du sud-ouest africain et sur la nécessité d'améliorer les relations raciales, et qu'ils ont unanimement condamné le terrorisme "dans les termes les plus fermes". Au cours de la séance du 17 août, John Vorster fait la promesse que l'écart entre les Blancs et les non-Blancs sur le territoire serait "systématiquement réduit.
C'est également sous John Vorster qu'ont lieu les dernières élections où seuls les blancs du Sud-Ouest africain disposent du droit de vote pour élire l'assemblée législative du Sud-Ouest africain (composée seulement de 18 sièges). Elles ont lieu le 24 avril 1974 (le jour même des élections générales sud-africaines de 1974) (presque 20 ans jour pour jour avant les premières élections multiraciales sud-africaines) et sont remportées pour la 6e fois consécutive par le Parti national du Sud-Ouest africain. En 1974, le gouvernement Vorster charge le chef du Parti national du Sud-Ouest africain, Abraham du Plessis d'engager un dialogue avec les différents groupes de population et mouvements d'opposition afin d'arriver à une sorte de gouvernement pour le Sud-Ouest Africain.
En novembre 1974, l'ensemble des autorités du territoire, y compris les autorités tribales et les représentants des partis politiques noirs sont invités par l'assemblée législative du Sud-Ouest africain, à discuter de l'avenir politique du pays. Toutefois, l'invitation est déclinée par la SWAPO et la SWANU. Cette invitation débouche sur l'organisation de la conférence de la Turnhalle qui dure deux ans (du 1er septembre 1975 au 6 octobre 1977). Vorster confie l'organisation de cette conférence à deux membres du parti national du Sud-Ouest africain, Dirk Mudge et Ebenzer Van Zijl.
En février 1975, au cours d'une visite secrète au Liberia, John Vorster déclare au président de ce pays, William Richard Tolbert que son gouvernement serait heureux de renoncer au Sud-Ouest-Africain, mais qu'en tant qu'autorité administrative, il a des responsabilités concernant ce territoire, il aurait également dit à ce dernier que si l'Afrique du Sud se retirait immédiatement du Sud-Ouest Africain, ce serait un désastre. Le 8 juin 1977, John Vorster, et son ministre des affaires étrangères, Pik Botha, rencontrent au Cap les délégations représentées à la conférence de la Turnhalle.
Le 1er septembre 1977, Vorster nomme comme administrateur du Sud-Ouest africain, Martinus Steyn, un juge à la réputation libérale, qui un mois après sa nomination abroge les lois d'apartheid sur les mariages mixtes, et sur l'immoralité, et supprime les contrôles intérieurs sur tout le territoire, à l'exception de la zone diamantifère (où elle est toujours en vigueur de nos jours) et de la frontière septentrionale. Le gouvernement sud-africain n'est pas satisfait de l'attitude du Parti national du Sud-Ouest africain, qui préfère adhérer au Groupe d'action pour le retour aux principes de la Turnhalle plutôt qu'à l'Alliance démocratique de la Turnhalle, un parti politique de Namibie fondé en 1977 à la suite de la conférence de la Turnhalle et le 28 septembre 1977, les relations entre le parti national d'Afrique du Sud et le parti national du Sud-Ouest africain sont rompues. Les conclusions de la conférence de la Turnhalle débouchent sur les premières élections multiraciales du Sud-Ouest Africain, (boycottées par la SWAPO, et la SWANU et non reconnues par l'ONU) qui ont lieu en décembre 1978 et qui sont remportées par l'Alliance démocratique de la Turnhalle avec 82 % des voix.

### Politique de détente avec les pays africains
Plus pragmatique, plus émotionnel, et surtout moins dogmatique que ses trois précédents prédécesseurs, John Vorster entreprend une politique de détente avec les pays africains. Il noue des relations suivies avec de nombreux chefs d'État africains comme l'Ivoirien, Félix Houphouët-Boigny le Malawite Hastings Kamuzu Banda, le dirigeant du Botswana Seretse Khama ou le Zambien, Kenneth Kaunda.
En mars 1967, 6 mois après son arrivée au pouvoir, il fait sensation en recevant avec toutes les honneurs une délégation commerciale du Malawi et annonce le 10 septembre 1967 l'établissement de relations diplomatiques avec ce pays qui sont effectives en décembre et exempte les diplomates de ce pays de l'application des lois d'apartheid Il reçoit également à déjeuner Joseph Leabua Jonathan, le Premier ministre du Lesotho, un état enclavé sur le territoire sud-africain, au Mount Nelson dans la ville du Cap. Dans le même temps, il apporte une aide militaire et policière au gouvernement blanc de Ian Smith en Rhodésie (tout en refusant de reconnaitre diplomatiquement ce pays qui avait déclaré unilatéralement son indépendance en 1965).
Sa politique d'ouverture à l'Afrique suscita le plus grand intérêt mais sa volonté de faire de l'Afrique du Sud une superpuissance régionale se heurta au contexte géopolitique de l'époque. Le vote par l'Assemblée générale des Nations unies de la résolution 2145, le 17 octobre 1966 déclarant que l'Afrique du Sud avait failli à ses obligations résultant du mandat qui lui avait été confié par la SDN pour occuper le Sud-Ouest africain, la révocation du mandat sud-africain dans le Sud-Ouest africain par l'Assemblée générale des Nations unies en 1968, la déclaration de l'illégalité de la présence sud-africaine par le Conseil de sécurité des Nations unies en 1970, la confirmation de la révocation du mandat sud-africain dans le Sud-Ouest africain par un avis consultatif de la Cour internationale de justice le 21 juin 1971, l'exclusion de l'ambassadeur d'Afrique du Sud à l'Assemblée générale des Nations unies, Pik Botha en 1974, et l'intervention de l'Afrique du Sud en Angola en 1975 mettent à mal cette politique de détente. Pourtant avec ses réformes intérieures, avec une modification de la politique sportive du gouvernement sud-africain, sa médiation dans le conflit en Rhodésie et l'organisation d'une conférence constitutionnelle dans le Sud-Ouest-Africain, John Vorster voulait démontrer sa bonne foi et la volonté de l'Afrique du Sud à s'imposer comme une force de stabilisation.

### Médiation dans le conflit en Rhodésie
Pour Robert Jaster, chef de la CIA en Afrique, la Rhodésie était le test majeur de cette politique de détente d'autant plus que les objectifs de Vorster étaient différents de ceux de Ian Smith, Premier ministre de Rhodésie et seul homme politique blanc de la région dont la cote de popularité est alors supérieure à celle du Premier ministre sud-africain au sein de la communauté blanche. Au début du mois de janvier 1973, Ian Smith provoque l'hostilité de son grand voisin sud-africain en prenant la décision de fermer sa frontière avec la Zambie où les intérêts économiques de l'Afrique du Sud sont considérables.
L’État tampon de Rhodésie du Sud devient dès lors un fardeau pour son puissant voisin. L'éditorial d’un journal sud-africain exprime cette mauvaise humeur en demandant à Monsieur Smith de « rechercher des solutions aux problèmes existants » au lieu d’en créer de nouveaux. Ainsi, un pont aérien est mis en place entre la Zambie et l’Afrique du Sud pour le transport de matériel d’exploitations des mines. La frontière est finalement rouverte dès le 5 février 1973 marquant un échec diplomatique pour Smith, lâché par ses alliés sud-africains et portugais au Mozambique. Un épisode qui démontra par ailleurs la dépendance de la Rhodésie envers l’Afrique du Sud. Une dépendance qui sera encore plus accrue à la suite de la chute en 1974 du second allié de la Rhodésie, l'Estado Novo (Portugal) provoquée par la révolution des Œillets, le 25 avril 1974.
Vorster décide alors dans le cadre de sa politique de détente avec les pays africains, d'intervenir personnellement auprès de Smith pour tenter de l’amener à négocier la fin de la domination de la minorité blanche en Rhodésie. Ainsi le 11 décembre 1974, sous la pression de Vorster, Smith annonce la libération de tous les prisonniers politiques emprisonnés pendant 10 ans au camp de restriction de Gonakudzingwa à la frontière entre la Rhodésie du Sud et le Mozambique, ainsi qu'un cessez-le-feu, assuré selon lui de la fin des actes de terrorisme en Rhodésie et de l'organisation prochaine d’une conférence constitutionnelle avec des chefs nationalistes noirs rhodésiens modérés. Mais les libérations de prisonniers sont assez rapidement ajournées à la suite de nombreuses violations du cessez-le-feu. Ce qui n’empêcha pas John Vorster de continuer en 1975, avec le soutien des Britanniques et surtout celui des Américains, à faire pression sur le gouvernement de Ian Smith pour que ce dernier accepte de négocier le principe d'un transfert du pouvoir à la majorité noire en Rhodésie.
Au début de l'année 1975, les forces de polices sud-africaines furent déjà repliées sur des positions moins avancées. Le 16 février 1975, Vorster annonce à Ian Smith que l'Afrique du Sud ne fournirait plus de troupes en soutien au gouvernement blanc de Rhodésie au moment même où, pour contrer la guérilla, les forces de sécurité du gouvernement rhodésien multiplient les raids contre les bases d’entraînement de la ZANU et de la ZAPU au Mozambique et en Zambie. La fin du soutien de l'Afrique du Sud à la Rhodésie sera aussi marqué notamment par la décision de John Vorster de retirer de Rhodésie avant le mois de juin 1975, toutes les unités para-militaires sud-africaines, un retrait annoncé le 8 avril 1975 par Vernon Mwaanga, le ministre zambien des affaires étrangères. Vorster annonça également le retrait de ce pays de plusieurs contingents de la police sud-africaine (1 800 hommes sur les 2 000 qui avaient été déployés en Rhodésie de 1967 à 1975). À l'été 1975, c'est le ministre de la police de Vorster, Jimmy Kruger qui annonce le 1er août, le retrait progressif des 200 derniers policiers sud-africains déployés en Rhodésie. John Vorster décida aussi de ralentir le trafic vers la Rhodésie. Pour Smith, le comportement de Vorster était une trahison digne de ce qu'il attendait de la Grande-Bretagne et non d'un allié mais il est obligé de céder.
Mais ce fut surtout le cas du révérend Ndabaningi Sitholé qui provoqua le plus de tensions entre le gouvernement rhodésien et son aillé sud-africain. Arrêté le 22 juin 1964 aux côtés de Mugabe, Tekere, Nyagumbo et Takawira pour ses activités politiques, Sitholé qui durant sa détention fut transféré en mai 1965 à la prison de Gokwe d'où il sortit brièvement en octobre 1965 pour rencontrer le Premier ministre britannique Harold Wilson), (puis à la prison de Salisbury de 1966 à fin 1974) et qui fut condamné en 1969 à 6 ans de prison supplémentaires pour avoir organisé un complot visant à assassiner Ian Smith) sera libéré le 11 décembre 1974, après avoir passé 10 ans en prison sous la pression de John Vorster qui chercha à trouver des interlocuteurs modérés au gouvernement blanc de Ian Smith. Le 4 mars 1975, Le révérend Sitholé sera de nouveau arrêté (cette fois-ci accusé de complot contre les autres leaders nationalistes noirs rhodésiens), (raison évoquée par le gouvernement rhodésien), (ce qui poussa le lendemain, l'évêque méthodiste Abel Muzorewa le leader du Conseil national africain uni à annoncer la suspension des pourparlers engagés avec le gouvernement rhodésien sur un règlement constitutionnel en Rhodésie tant que Sitholé n'aurait pas été libéré),. 10 jours plus tard, le 15 mars, John Vorster convoqua d'urgence au Cap Ian Smith avec son ministre de la défense et des affaires étrangères P. K. van der Byl, qui dut expliquer pourquoi le gouvernement rhodésien avait arrêté le révérend Sitholé. Les sud-africains étaient particulièrement furieux et extrêmement mécontents de cette action et soupçonnaient que la véritable raison était que les Rhodésiens s'opposaient à Sitholé et préféraient négocier avec le chef de la ZAPU, Joshua Nkomo. Van der Byl ne réussit pas à convaincre les Sud-Africains et un mois plus tard, le 4 avril 1975, moins de 48 heures après la visite éclair en Rhodésie du ministre sud-africain des affaires étrangères, Hilgard Muller,. Sitholé est relâché pour qu'il puisse assister à la conférence des ministres de l'O.U.A. à Dar-Es-Salaam. (Le retour en prison du révérend Sitholé profita aussi et surtout à Robert Mugabe qui bénéficia également de l'assassinat de Herbert Chitepo le 18 mars 1975 en Zambie pour prendre le contrôle total de la ZANU.
En avril 1975, John Vorster appela à des négociations entre Ian Smith et les leaders nationalistes noirs rhodésiens. A plusieurs reprises d'ailleurs, John Vorster usera de sa médiation pour tenter de persuader Ian Smith de se réconcilier avec les dirigeants nationalistes noirs rhodésiens. Après une vaine tentative en juin 1975, un haut responsable du Conseil national africain, dirigé par l'évêque méthodiste Abel Muzorewa, (qui deviendra le conseil national africain uni en 1977) déclara que Vorster aboyait sur Smith alors qu'il devait être mordant. Le 15 juin 1975, La réunion entre Ian Smith et le Conseil national africain uni se termine dans une impasse sur le lieu de la conférence constitutionnelle.
Dans une interview accordée au journal américain le Washington Post le 2 avril 1975, l’évêque méthodiste Abel Muzorewa, leader du Conseil National Africain (ANC) s'il se montra particulièrement critique envers le gouvernement britannique en déclarant, (nous avons perdu notre temps en nous adressant à la Grande-Bretagne), jugea au contraire décisive " l'influence de l'Afrique du Sud sur la Rhodésie, estimant qu'elle est la véritable source du pouvoir dans ce pays, (Muzorewa estima par ailleurs que John Vorster pourrait être invité à présider les prochaines négociations entre les mouvements de libération et le gouvernement rhodésien).
Le 9 août 1975 pendant qu'Abel Muzorewa, le leader du conseil national africain rencontre James Callaghan, le ministre des affaires étrangères britannique à Londres John Vorster, Ian Smith et Mainza Chona un conseiller spécial du président zambien Kenneth Kaunda, signent l'accord de Pretoria qui prévoit que la conférence constitutionnelle sur la Rhodésie aurait lieu dans un wagon sud-africain à la frontière entre la Rhodésie et la Zambie. Cela alors que le conseil national africain avait pourtant annoncé qu'il avait accepté que ce soit Pretoria, capitale de l'Afrique du Sud qui soit le lieu de la conférence constitutionnelle. Deux semaines plus tard, le 24 août la délégation de Muzorewa se rend donc à Livingstone en Zambie, ou Muzorewa, déjeuna à l'hôtel Intercontinental Musi-o-Tunya, en compagnie du président de la Zambie Kenneth Kaunda, de John Vorster, de Joshua Nkomo et du secrétaire sud-africain pour les affaires étrangères Bernardus Gerhardus Fourie) (futur ambassadeur d'Afrique du Sud aux États-Unis sous Pieter Botha). Le lendemain, Muzorewa en tant que président de l'ANC, participa à la conférence de Victoria Falls, une conférence organisée à la frontière entre la Rhodésie et la Zambie, dans un wagon sud-africain. (la délégation du gouvernement rhodésien arrivant du côté rhodésien de la frontière alors que la délégation du Conseil national africain, arriva du côté zambien de la frontière) Au bout de 9 heures, cette conférence se solda par un échec. (Jusqu’à présent Ian Smith ne négociait qu'avec Abel Muzorewa, le leader du Conseil National Africain Uni) (UANC), depuis 1973 Smith, qui déclara deux jours avant la conférence, (Nous ne remettrons pas notre pays à un gouvernement à majorité noire), insista pour que la rencontre ait lieu en Rhodésie alors que le Conseil national africain uni voulait qu'elle est lieu ailleurs car deux de ses représentants le révérend Ndabaningi Sitholé (le chef de la Zimbabwe African National Union – Ndonga), (l'aile modérée de la ZANU), (opposée à l'aile radicale du mouvement, dirigée par Robert Mugabe), qui fut désigné comme nouveau chef de la ZANU aux dépens de Sitholé lors d'une élection interne en prison en 1974), (ce que Sitholé n'a jamais reconnu) et James Chikerema, le chef du Front pour la Liberation du Zimbabwe (FROLIZI) étaient soumis à une arrestation basée sur des accusations de subversion en cas de retour en Rhodésie.
Au bout de neuf heures d'entretien, cette conférence entre Smith, Abel Muzorewa, Joshua Nkomo, le révérend Ndabaningi Sitholé et Robert Mugabe se solde par un échec. Comme le dit le chef de la CIA en Afrique Robert Jaster, de sérieuses dissensions parmi les nationalistes africains (en particulier entre Nkomo et Mugabe) ont permis à Smith de résister à toute concession. L'Afrique du Sud ne pouvait pas non plus exercer de fortes pressions sur lui, car les nationalistes n'offraient aucune raison crédible de supposer qu'ils pouvaient fournir une stabilité et alternative ordonnée au régime Smith. » Peu de temps après, le président de la Tanzanie Julius Nyerere a persuadé les autres présidents de la ligne de front qu'un changement pacifique en Rhodésie n'était plus réalisable et que la stratégie d'intensification de la guérilla devait être poursuivie.
En 1976, inquiet de l'évolution politique du Mozambique et de l'Angola, deux anciennes colonies portugaises récemment indépendantes et dirigées par des gouvernements marxistes favorables aux mouvements de guérilla, John Vorster entreprit de calmer la situation en Rhodésie, quitte à laisser s'y installer un gouvernement noir modéré (mais pas un gouvernement marxiste). Il a l'appui des Britanniques mais surtout celui des Américains. En effet, Henry Kissinger, le secrétaire d’État américain, partisan de la détente avec les régimes « blancs » d’Afrique et de l'adoucissement des relations avec l’Afrique du Sud, a entrepris de mettre en place une « diplomatie globale » à l’avantage du gouvernement de Pretoria. En échange de pressions de Vorster sur Ian Smith, afin d’obtenir l’application du principe de majorité en Rhodésie du Sud, le gouvernement américain s’abstiendrait de pressions directes sur les questions concernant l’avenir du Sud-Ouest africain, (ou le gouvernement sud-africain a initié la conférence de la Turnhalle) (réunissant toutes les forces politiques du Sud-Ouest Africain), sauf la SWAPO et la SWANU et sur la pérennité de l’apartheid.
Le 13 mai 1976, Eschel Rhoodie, un haut responsable du ministère sud-africain de l'information annonce que l'administration de Pretoria ne prévoit aucune circonstance dans laquelle l'Afrique du Sud interviendrait militairement pour sauver le gouvernement de la minorité blanche en Rhodésie, déclarant ensuite que l'Afrique du Sud était déterminée à rester en dehors du conflit entre les forces rhodésiennes et les guérilleros nationalistes noirs, même si celui-ci devait s'élargir et conduire à une effusion de sang majeure parmi les 278 000 Blancs de Rhodésie. Nous n'entreprendrons en aucun cas une opération de maintien", a déclaré M. Rhoodie dans son bureau de la capitale administrative sud-africaine. "Une intervention militaire de l'Afrique du Sud pour soutenir le gouvernement rhodésien est absolument hors de question.". Le lendemain Eschel Rhoodie fit une autre déclaration au New-York Times répétant que dans les circonstances actuelles, la politique du gouvernement sud-africain était que l'Afrique du Sud ne s'impliquerait pas militairement en Rhodésie.
Le gouvernement sud-africain réagit vivement au raid mené par les Selous Scouts une unité des forces spéciales rhodésiennes le 9 août 1976 sur la ville de Nyadzonya au Mozambique contre un camp d'entrainement de la Zimbabwe African National Liberation Army (opération Eland) qui conduit à une rupture importante entre les gouvernements rhodésien et sud-africain. Le Premier ministre sud-africain John Vorster avait mis en garde son homologue rhodésien Ian Smith contre une extension du conflit. Vorster n'avait pas été informé de l'opération Eland et a réagi en retirant le soutien militaire que son gouvernement fournissait secrètement à la Rhodésie par le biais de l'opération Polo. Vorster a également réduit l'approvisionnement en pétrole et en munitions de la Rhodésie et son ministre des Affaires étrangères Hilgard Muller a annoncé que l'Afrique du Sud soutiendrait désormais une transition vers un régime majoritaire noir en Rhodésie. Le 26 août 1976, le gouvernement sud-africain annonça le retrait de Rhodésie de tous ses hélicoptères militaires.
Le 18 septembre 1976 au cours d'un match de rugby à l'Ellis Park Stadium de Johannesburg entre l'Afrique du Sud et la Nouvelle-Zélande, John Vorster réussit à convaincre Ian Smith d'assouplir sa position et d'accepter de rencontrer le secrétaire d’État américain Henry Kissinger qui avait indiqué qu'il accepterait de rencontrer Ian Smith seulement à la condition que celui-ci accepte au préalable l'arrivée au pouvoir de la majorité noire en Rhodésie. Le lendemain le 19 septembre, à Pretoria, Kissinger proposa à Smith un transfert de pouvoir à la majorité noire après une période transitoire de deux ans. Smith était très réticent mais il accepta l'accord le 24 septembre après que Vorster lui ait indiqué que l'Afrique du Sud mettrait fin à son soutien financier et militaire s'il refusait. Au cours des discussions entre Kissinger, Vorster et Smith, Vorster a demandé une pause dans la séance et a emmené l'équipe de Smith dans une pièce privée, accompagné du ministre sud-africaine des Affaires étrangères Hilgard Muller. Là, il informa en privé Smith qu'il n'était plus viable pour l'Afrique du Sud de soutenir financièrement et militairement la Rhodésie, et que Smith devait se décider rapidement et annoncer son acceptation ce soir-là. Cet ultimatum a profondément choqué l'équipe rhodésienne ; deux des ministres de Smith, Desmond Lardner-Burke, ministre rhodésien de la justice, et Jack Mussett, ministre rhodésien de l'intérieur n'ont pas pu contenir leur colère et ont réprimandé avec véhémence le Premier ministre sud-africain pour son « irresponsabilité », ce qui a amené Vorster à se lever de son siège sans un mot et à quitter la salle. Il s'agissait de la première fois que Smith acceptait publiquement les principes de pouvoir inconditionnelle de la majorité et du « un homme, une voix ». Mais les obstacles au plan Kissinger s’amoncellent vite, relatifs notamment au processus de transition (organisation du cessez-le-feu, désarmement des forces armées, surveillance des élections, coordination interne entre les mouvements de guérilla, etc). Et surtout les pays voisins de la Rhodésie changèrent subitement de position et rejetèrent les termes de Kissinger en déclarant qu'une période de transition était inacceptable.
Le Royaume-Uni organisa alors rapidement une conférence à Genève en Suisse pour essayer de sauver l'accord. Le gouvernement britannique confia l'organisation de cette conférence à Ivor Richard, ambassadeur de Grande-Bretagne aux Nations unies, les délégations représentées à cette conférence de Genève furent celle du gouvernement rhodésien dirigé par Ian Smith. celle de l'UANC, conduite par Muzorewa, celle de la Zimbabwe African National Union – Ndonga), (l'aile modérée de la ZANU) du révérend Ndabaningi Sitholé, et celle de James Chikerema, le chef du Front pour la Liberation du Zimbabwe. Quant à Mugabe, le chef de la ZANU et Nkomo, le chef de la ZAPU, ils annoncèrent qu'ils assisteraient conjointement à ce sommet et aux suivants sous le nom de « Front patriotique » (PF). La conférence de Genève (en) organisée pendant 6 semaines du 28 octobre au 14 décembre 1976, fut à nouveau un échec.
En Afrique du Sud, Vorster s'attire la colère et les réactions virulentes de l’extrême droite afrikaner, le 25 septembre 1976, au lendemain de l'acceptation par Smith sous la pression de Vorster, du plan du secrétaire d'État américain Henry Kissinger qui prévoyait l'arrivée au pouvoir de la majorité noire en Rhodésie après une période de transition de deux ans environ 80 membres du Parti national reconstitué, sous l'impulsion de l'un de leurs chefs Jaap Marais, organisent en soutien à Smith une marche de protestation jusqu’à la résidence de Vorster alors appelée Libertas à Pretoria, ils accusaient Vorster d'avoir bradé les négociations sur la Rhodésie (Marais et un certain nombre de ses partisans furent arrêtés par des policiers armés avec des chiens. Marais aurait aussi accusé Vorster d’être un traitre aux Rhodésiens blancs.
En mai 1977, la rencontre entre John Vorster et le nouveau vice-président américain Walter Mondale au palais Hofburg de Vienne en Autriche aboutit à une impasse. La solution interne rhodésienne soutenue par les Sud-africains basée sur un gouvernement multiracial visé par les accords de Salisbury du 3 mars 1978, signés entre Smith et trois dirigeants noirs rhodésiens modérés, Abel Muzorewa, le révérend Ndabaningi Sitholé et le chef Jeremiah Chirau, (des accords annoncés dès le 15 février 1978) ne reçoit pas ainsi l'aval de la nouvelle administration américaine. Deux ans plus tard, à la suite des accords de Lancaster House, un nouveau processus sous patronage britannique aboutit à l'indépendance du Zimbabwe (ex-Rhodésie) qui sera gouverné par Robert Mugabe, le chef marxiste de la ZANU et sur un régime de parti unique à partir de 1987.

### L'intervention de l'armée sud-africaine en Angola (1975)
En 1975, soutenu par le gouvernement américain de Gerald Ford, John Vorster appuyé par Hendrik van der Bergh, chef des services de renseignements sud-africains, envisage une implication minimum et circonstanciée des forces armées sud-africaines pour installer un gouvernement pro-occidental en Angola, une ancienne colonie portugaise alors gouvernée par les marxistes du Mouvement populaire de libération de l'Angola. Mais Pieter Willem Botha et son chef des armées, Magnus Malan, convaincus de l'existence d'un plan global soviétique dont le but est la prise de pouvoir en Afrique du Sud, se font alors les avocats d'un plan plus radical, une invasion du pays par les troupes sud-africaines pour chasser le MPLA de Luanda.
Finalement, c'est la première option qui est approuvée et en août 1975, les troupes sud-africaines envahissent le sud de l'Angola et se retrouvent rapidement aux portes de Luanda. Mais en décembre, le congrès américain fait retirer son aide financière aux mouvements et aux troupes hostiles au MPLA alors que l'armée sud-africaine s'est puissamment engagée sur le terrain. Furieux et humiliés, les sud-africains apparaissent alors comme des fauteurs de guerre et les seuls responsables de l'invasion. Ils sont obligés de se retirer sur la zone frontalière, apportant dorénavant une aide logistique au mouvement rebelle de l'UNITA de Jonas Savimbi, afin notamment de protéger la frontière nord de leur colonie du Sud-Ouest africain contre les infiltrations de l'organisation indépendantiste SWAPO.

## La répression des émeutes de Soweto en 1976
En 1976, son vice-ministre de l'Administration et de l'Éducation bantoue, Andries Treurnicht, membre de l'aile dure du parti, tente d'imposer aux écoliers noirs l'enseignement obligatoire en afrikaans, (un décret de 1974) qui déclenche les émeutes de Soweto suivies de la répression par les forces de sécurité. Pour John Vorster, les émeutes sont moins une contestation du régime qu'une faillite des services de sécurité, incapables de prévoir l'évènement et arrêter les meneurs en amont. La répression menée par les forces de police aboutit notamment à l'arrestation et la mort de Steve Biko en 1977.
En 1976, pour redresser l'image de son pays et pallier les condamnations internationales à la suite de la répression des émeutes de Soweto, John Vorster entreprend une série de visites en Europe (France, Allemagne de l'Ouest (les 23 et 24 juin 1976 (où il rencontra Henry Kissinger pour parler de la question rhodésienne) et au Moyen-Orient. Sa visite officielle d'État en Israël en avril 1976 au cours de laquelle la coopération nucléaire et militaire entre les deux pays est relancée constitue son plus grand succès diplomatique. Accueilli par le Premier ministre israélien Yitzhak Rabin comme un défenseur des libertés au nom des valeurs communes aux deux États, Vorster s'incline devant le mémorial dédié à l'Holocauste et devant le mur des Lamentations à Jérusalem.
Alors que les relations de l'Afrique du Sud avec les pays occidentaux se sont maintenues à un bon niveau jusqu'au milieu des années 1970, celles-ci se détériorent avec l'arrivée au pouvoir de Jimmy Carter aux États-Unis. Cette détérioration se concrétise en 1977 quand, pour la première fois, les pays occidentaux disposant d'un droit de veto au conseil de sécurité des Nations unies refusent de bloquer une résolution instaurant un embargo total sur la vente d'armes à destination de l'Afrique du Sud. Parallèlement, le gouvernement américain fait savoir qu'il ne soutiendrait plus le gouvernement sud-africain dans sa politique au Sud-Ouest africain et renonce à sa médiation avec le gouvernement rhodésien. En 1977, un scandale politico-financier (un emploi de fonds secrets pour financer dans la presse nationale et internationale des articles favorables à la politique gouvernementale) implique son ministre de l'Intérieur et de l'Information Connie Mulder. En octobre 1977, son gouvernement fait arrêter 50 dirigeants noirs et interdire 18 organisations noires et multiraciales, ce qui pousse l'ONU à voter un embargo sur les armes à destination de l'Afrique du Sud.
Lors des élections du 30 novembre 1977, le parti national remporte son plus grand succès électoral (64 % des voix) alors que l'opposition de droite et celle de gauche sont laminées. John Vorster bénéficie alors d'un taux d'approbation supérieur à 80 % au sein de la communauté blanche, tant chez les anglophones que chez les Afrikaners. Même l'un des plus fermes opposants à l'apartheid, le journaliste libéral Donald Woods (qui révéla au monde entier les conditions de la mort de Steve Biko) ne manque pas de parler avec une certaine empathie de ses entretiens avec John Vorster.

## Démission pour raison de santé
Le 20 septembre 1978, John Vorster annonce dans un discours prononcé en afrikaans et en anglais sa démission du poste de Premier ministre et de celui de président du parti national pour raison de santé. Dans le même discours, il déclare que le cabinet de Pretoria a décidé d'organiser unilatéralement des élections constituantes en Namibie par le truchement du juge Marthinus Steyn, administrateur général sud-africain en Namibie. Après le départ de Vorster du poste de Premier ministre et de celui de président du parti national, le 27 septembre 1978, des élections internes ont lieu au sein du parti pour désigner son successeur.
Trois candidats sont alors en lice, le ministre de la défense, Pieter Botha (62 ans), président du Parti national dans la province du Cap, le ministre des Relations plurales et du Développement Connie Mulder (53 ans) président du parti national dans le Transvaal et le jeune ministre des Affaires étrangères Pik Botha (46 ans) représentant de l'aile libérale du parti national, (considéré comme le favori de John Vorster). Après l'élimination de Pik Botha au premier tour de scrutin, le second tour de scrutin oppose Connie Mulder à Pieter Botha qui l'emporte par 98 voix contre 74 et devient président du parti et Premier ministre le 9 octobre 1978.

## Le président de l'État (1978-1979)
Le 10 octobre 1978, Vorster se fait élire au poste honorifique de président de l'État par les députés.
En juin 1979, rattrapé par le scandale de l'information (la commission d'enquête chargée d'enquêter sur le scandale conclura qu'il avait menti dans son témoignage sous serment au sujet de son rôle dans toute cette affaire, alors qu'elle l'avait pourtant exonéré de toute responsabilité dans son rapport préliminaire), John Vorster démissionne brusquement de son poste de président de la République, sa longue carrière se termine en disgrâce, son dernier acte officiel en tant que président de la République est de recevoir le rapport qui conduit à sa démission.

## Retrait de la vie politique
John Vorster se retire alors de la vie politique pour aller vivre à Oubos, à 150 km à l'ouest de Port Élisabeth. En 1982, John Vorster apporte son soutien au parti conservateur d'Afrique du Sud d'Andries Treurnicht lors de son congrès-fondateur.
En mars 1983, Vorster donne une conférence à l'université de Pretoria sur les perspectives d'un éventuel partage du pouvoir entre les différents groupes de population en Afrique du Sud, qui sont ensuite discutées au sein du Parti national. Il adopte une position négative à ce sujet et met en garde contre l'inclusion de la population d'origine indienne et des métis dans la discussion sur une future nouvelle constitution pour l'Afrique du Sud et sur le principe d'un homme, une voix dans un possible état unitaire. Selon lui, permettre à la population noire de participer à la nouvelle constitution signifierait le « glas » pour l'Afrique du Sud.
Malade depuis plusieurs années, (des rumeurs disait qu'il souffrait d'une congestion pulmonaire et d'une embolie à la jambe), John Vorster meurt au Cap à l'âge de 67 ans le 10 septembre 1983 et est enterré 3 jours plus tard à Kareedouw au Cap-Oriental.

## Famille

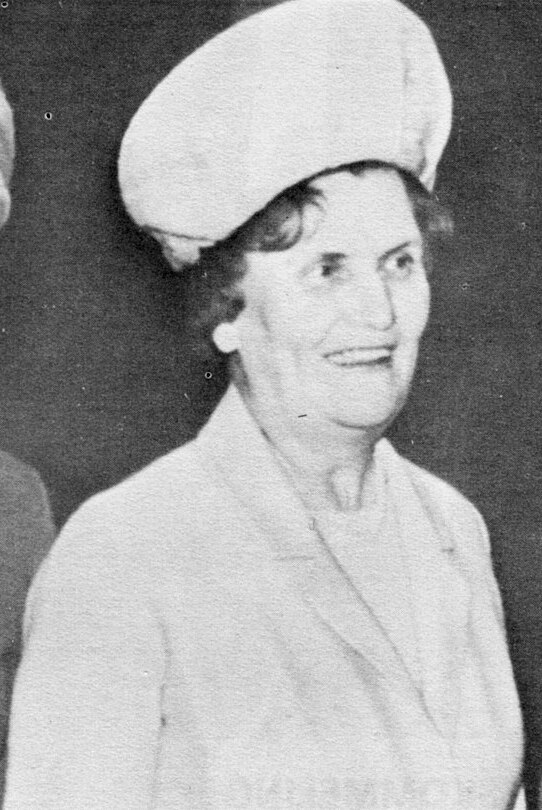
Tini Vorster en 1968

John Vorster épouse Martini Steyn Malan (1917-2000) le 20 décembre 1941 à Worcester (province du Cap). Ils ont trois enfants (Elizabeth née en 1945, Willem Carl né en 1950 et Pieter Andries (1951-1984).
Tini Vorster fait partie des épouses des anciens premiers ministres et présidents du pays qui sont invitées par le premier président noir du pays Nelson Mandela le 29 juillet 1995 pour un déjeuner à la résidence présidentielle de Pretoria en compagnie d'épouses de dignitaires de l'ANC emprisonnés du temps de l'apartheid. Un déjeuner au cours duquel elle converse amicalement avec Albertina Sisulu, la femme de Walter Sisulu (qui est condamné aux côtés de Nelson Mandela lors du procès de Rivonia en 1964) et Adélaïde Tambo, épouse de Oliver Tambo (qui est le président de l'ANC en exil pendant 30 ans jusqu'en 1990).

### Sources
- (en) E. J. Verwey, E. W. Verwey, Nelly E. Sonderling, New dictionary of South African biography, Human Sciences Research Council Press, 1999, p. 253-259.